# Ханс Балдунг
Ханс Балдунг, звани Грин (  око 1480 — 1545. Стразбур) је немачки ренесансни сликар, цртач и графичар, пријатељ и вероватно ученик Албрехта Дирера. Назван је Грин (зелен) због префињеног колорита.
Добар део живота провао је у Алзасу. Формирао се под утицајем горњо-рајнске традиције Мартина Шонгауера. У својим делима приказује сензуалне теме, чиме напушта конвенционалне средњовековне шеме. У својим цртежима изражава готово антички смисао за лепоту. У темама с вештицом и мртвачким плесом наглашава лепоту нагог женског тела, често са еротском компонентом.
Истичу се његови дрворези (око 150) у којима показује склоност према фантастици и гротески. Значајан је и као портретиста.

## Одабрана дела
- олтар Светог Себасијана 1507. Нирнберг;
- олтар са крунисањем Марије 1512 — 1516 Фрајбург катедрала;
- Смрт и девојка 1517;
- 2 алегоријска женска лика 1529;
- портрет Кристоф I 1515
- дрворези: Вештице 1510. и Дивљи коњи 1534

## Галерија
- Кристоф I
- Дете, жена и смрт
- Две вештице
- Породица на чистом ваздуху
- Амор са стрелом
- Смрт и девојка